# ريك ريد
ريك ريد (بالإنجليزية: Rick Reed) هو لاعب كرة قاعدة أمريكي، ولد في 16 أغسطس 1964 في هنغتينغتون في الولايات المتحدة.

## وصلات خارجية
- ريك ريد على موقع دوري كرة القاعدة الرئيسي (الإنجليزية)
- ريك ريد على موقعبيزبول رفرنس.كوم (الدوري الرئيسي) (الإنجليزية)
- ريك ريد على موقعبيزبول رفرنس.كوم (الدوري الثانوي) (الإنجليزية)
- ريك ريد على موقع إي إس بي إن.كوم (أم.أل.بي) (الإنجليزية)
- ريك ريد على موقع مشجعي الرسوم البيانية (الإنجليزية)